# Postojnska jama
Postojnska jama se sastoji od kompleksa tunela, galerija i dvorana. 
24.120 m dugi je sustav od nekoliko jama u blizini Postojne, te najveći takav sustav u Sloveniji.
Ovom sustavu pored Postojnske jame pripadaju Otoška jama, Magdalena jama, Črna jama, Pivka jama, te nekoliko manjih. Stvorena je erozijom rijeke Pivke, čije su vodene mase tijekom dva milijuna godina krojile njenu unutrašnjost.  Stalna temperatura u unutrašnjosti jame je do prije nekoliko godina iznosila 8 °C, dok se u zadnje vrijeme kreće između 8 i 10 stupnjeva. Najveća je dubina jame 115 m.